# Ivanóczy Ferenc
Ivanóczy Ferenc teljes nevén Ivanóczy Kodila Ferenc szlovénül Fran Ivanoci, vendül Ferenc Ivanócy (Ivanócz, 1857. augusztus 25. – Csendlak, 1913. augusztus 29.) magyarországi szlovén író, római katolikus plébános, Muraszombat esperese, a szlovén kisebbség máig legnagyobb hatású politikai és kulturális vezetője, többek között az autonómia-törekvések fő alakja.

## Élete

### Családja
Szülei kisnemesi származású földművesek voltak és a mai Alsószentbenedeken (ma Ivanovci, Szlovénia) éltek. Édesapját Kodila Ádámnak, édesanyját Hujsz Rozáliának hívták. Az Ivanóczy nevet lakóhelyük után használták a nemes Kodila, Kódela és Kobila családok, de a név miatt sokan tévesen magyaroknak gondolják őket. Az Ivanóczy nevet egyébként leginkább azok a családok használták, akik meg akarták magukat különböztetni a többi nem nemes Kodiláktól. A faluban éltek más nemesek is, mint a Gombossyak, s általában a nemességhez jutott szlovének magyar neveket kaptak akkoriban. A Kodila család neve összefüggésben van a mostani magyar határ mellett fekvő Kebele (Kobilje) községgel.
Az Ivanóczyak és Kodilák/Kódelák közül már számos vendvidéki értelmiségi, elsősorban papok és népi tanítók kerültek ki. Ivanóczy Ádám belatinci plébános például Kossics József nevelője volt, Kodela Péter Felsőszentbenedekről származó plébános Kossics utódja volt Felsőszölnökön, az ő édesapja is alsószentbenedeki, Kodela János, aki Felsőn volt kántortanító.
Az unokatestvére József, apja testvérének Miklósnak és Borovnyák Rozáliának a fia is papnak tanult, ő is volt káplán Felsőszölnökön, majd plébános Istvánfalván. Édesanyja Borovnyák József apjának Istvánnak volt a testvére, ők egyébként evangélikusok voltak. Ivanóczynak így igen kiterjedt rokonsága volt a többi értelmiségi elittel is.

### Tanulmányai
Az elemi iskolát az egyházközségükben, az akkori Kancsócon végezte, ahol Kodela János tanított. 1866-tól 1868-ig tanult itt, utána 1875-ig Kőszegen négy osztályt végzett.
A Kelcz-Adélffy család támogatásával végezte tanulmányait. A családnak voltak birtokai a Vendvidéken és már 1779-től emelt fel a paraszti és kisnemesi sorból tehetséges fiatalokat, akiket tovább taníttatott. A diákok 240 korona évdíjat kaptak a tanuláshoz.

### Papi pályája
Az ifjú Ferenc további három évet Szombathelyen végzett, négy felsőfokú osztályban. Ezt követően Budapesten tanult teológiát és 1882-ben doktorátust nyert a tantárgyból. Július 11-én Győrben szentelte pappá Zalka János püspök és július 16-án Kancsócon tarthatta újmiséjét.
Egy évig káplán volt Muraszombatban, majd 1883 decemberében a szombathelyi szeminárium prefektusává tették, s helyén maradt 1889. február 1-jéig. Itt 1884-ben a teológiai dogmatika tanára lett, 1886-ban a tanári állásban eggyel magasabb fokozatot kapott és hittanárokat képesítő bizottság tagja lett.
1889-ben megkapta a csendlaki plébániát. A falu nevét nemrég magyarosították Tissina névből Csendlakra. 1893-ban kinevezték a muraszombati kerület esperesévé és a került iskoláinak tanfelügyelőjévé. Esperesként közel tíz plébánia (Csendlak, Mártonhely, Vízlendva, Perestó, Vashidegkút, Felsőlendva, Péterhegy, Szentsebestyén, Felsőszentbenedek, Muraszombat) felett rendelkezett. 1907-től már kanonok volt, 1908-tól a vigilancia bizottság tagja.
Többször is járt Olaszországban, ahol volt alkalma találkozni XIII. Leó pápával.
Csendlakon halt meg, egy évvel a világháború kitörése előtt, négy nappal 56. születésnapja után.

### Politikai szerepe
Ivanóczy 1889 után kezdett politikai szerepvállalásba. Néhány év múlva már vitathatatlanul a nemzetiségi mozgalmak legfőbb szószólójának számított, mellette Borovnják Józseffel.
Mint tanfelügyelő a szlovén (vend) nyelvű oktatás felett őrködött a területen és bírálta a magyarosításokat. Az általa vezetett politikai csoportosulás (Szlovén Néppárt), ami főleg katolikus papokat, tanárok és más értelmiségeket, valamint néhány községi, járási vezetőt tömörített, hangot emelt a mellett, hogy a szlovén kisebbség autonómiához jusson. Ivanóczyban fogalmazódott meg először a széles körű önállóság megszerzése, ami első világháború során egyre erősebb lett. Az Ivanóczyt követő vezetők egy Magyarországon belül önálló, vagy teljesen független ún. Szlovenszka krajina megteremtésére vállalkoztak, de később mégis egyesültek a Szerb–Horvát–Szlovén Királysággal.

## Irodalmi munkássága
Munkái részben vallásos, részben politikai célzatú írások. Magyar nyelvű cikkeket is szerkesztett a Szombathelyi lapok-ba 1877-től. Ezekben a cikkben a vendvidéki lakosság mindennapi életét és helyzetét ábrázolta, ill. elemezte, s rövid történelmi értekezéseket is megjelentek a cikkekben.
A budapesti Magyar Állam c. politikai lapnak és a Religio c. vallási lapnak is írt cikkeket. Utóbbiban korábban más szlovén irodalmárok, mint Sbüll Ferenc is publikált.
Az 1887 és 1888 között Nápolyban és Rómában tett utazásairól is készített beszámolókat a Vasmegyei lapok-ban.
1885-ben írta doktori disszertációját A Szent írás és az ékíratos emléken címen.
Az iskolák számára is szerkesztett hittankönyveket és szerkesztője volt a Kalendár című szlovén katolikus kalendáriumnak.

## Művei
- Pobozsnoszt szrcza Jezusovoga
- Mála biblia z kejpami ali zgodba zvelicsanya za malo decsiczo
- Drustvo najszvetejsoga szrcza Jezusovoga